# PZL W-3 Sokół
PZL W-3 Sokół je poljski višenamjenski helikopter srednje veličine s dva motora kojeg proizvodi poljska tvornica PZL-Świdnik (sada AgustaWestland Świdnik).

## Razvoj
PZL W-3 Sokół je prvi u potpunosti projektiran i serijski izgrađivan poljski helikopter. Rad na projektu započeo je 1973. a vođa projektnog tima bio je Stanisław Kamiński. Prvi let ovog helikoptera izveden je 16. studenog 1979. Helikopter je certificiran u Poljskoj, Rusiji, Njemačkoj i Sjedinjenim Državama.
Nakon prilično dugotrajnog razvoja, tvrtka PZL-Świdnik je 1985. započela s niskom stopom serijske proizvodnje helikoptera. Inicijalna prodaja opće namjene PZL W-3 Sokół helikoptera započela je za poljsko i istočno europsko tržište. Padom komunizma, tvrtki je dozvoljeno da proširi svoju prodajnu bazu na zapadni svijet. Da bi prodaja bila uspješna, tvrtka je razvila W3A Sokół helikopter koji bi bio dovoljno dobar da dobije zapadne certifikate. U svibnju 1993. Sjedinjene Države su poljskom helikopteru izdale 29 certifikata na temelju Federalnih zrakoplovnih regulacija. U prosincu iste godine, i Njemačka je izdala certifikate za taj helikopter.
Sokół je helikopter konvencionalnog dizajna i izgradnje, s dva PZL-10W motora, koji su bazirani na PZL-10S, koji je licencno izgrađen na temelju ruskog TVD-10B motora. Motori su izgrađeni od kompozitnog materijala, na glavni motor montirana su četiri elise, a na sporedni motor na repu, tri elise.
PZL W-3 Sokół helikopter izgrađen je u više modela, te je sposoban za obavljanje niza helikopterskih zadaća, uključujući prijevoz putnika, VIP osoblja, tereta, obavljanje hitnih liječničkih intervencija, vatrogasne zadaće i poslove traganja nestalih na lošem terenu.
100-ti Sokół helikopter izgrađen je u lipnju 1996. godine.
Poljske zračne snage kupile su od Sjedinjenih Država, F-16 lovce. Ti lovci imaju službenu oznaku "Fighting Falcon" (eng. borbeni sokol). Budući da Poljska u svojoj vojsci koristi PZL W-3 helikoptere koji već koriste oznaku "sokol", poljski F-16 avioni su preimenovani, te umjesto oznake sokol, koriste oznaku jastreb.

## Operativna povijest
Od 2003. godine, četiri W-3WA helikoptera koristi poljska "Nezavisna grupa za zračni napad" (polj. Samodzielna Grupa Powietrzno-Szturmowa) tokom vojnih operacija u Iraku. Jedan helikopter iz tog sastava (serijski broj 360902) srušio se u nesreći pokraj iračkog grada Karbala, 15. prosinca 2004. Troje vojnika je poginulo, a troje je ranjeno.

## Inačice

### Vojne inačice
- W-3T Sokół - temeljna, nenaoružana transportna inačica koju koriste poljske, češke i mijanmarske zračne snage.
- W-3P Sokół - služi prijevozu vojnika te je u službi Poljske mornarice.
- W-3S Sokół - služi prijevozu VIP osoblja te je u službi Poljskih zračnih snaga.
- W-3W / W-3WA Sokół - naoružana inačica s dva 23 mm GSz-23Ł topa i četiri nosača za oružje te je u službi Poljske kopnene vojske. W-3WA inačica ima američki FAR-29 certifikat.
- W-3R Sokół - služi ambulantnoj evakuaciji te je u službi poljskih i čeških zračnih snaga.
- W-3RL Sokół - služi traganju i spašavanju ljudi na nepristupačnim terenima. U službi je Poljskih zračnih snaga.

### Mornaričke inačice
- W-3RM / W-3WARM Anakonda - mornarička inačica koja služi traganju i spašavanju ljudi, koristi ju Poljska ratna mornarica. W-3WARM inačica ima FAR-29 certifikat.
- W-3PSOT / W-3PPD Gipsówka - inačica W-3PPD (polj. PPD - Powietrzny Punkt Dowodzenia) služi kao leteće zapovjedno središte. 2006. ova inačica je nadograđena za potrebe modernog, digitalnog ratovanja. Helikopter je nadograđen, te može koristiti navođeno topništvo pomoću ugrađenog sustava za kontrolu vatre - Topaz. Tu je i sustav motrenja. Takav nadograđeni helikopter prihvaćen je od strane Poljskog zrakoplovstva unutar kopnene vojske te ima novu oznaku - W-3PSOT. Oznaka PSOT (polj. Powietrzne Stanowisko Obserwacji Terenu) označava "zračnu osmatračnicu". Ova inačica je kao i W-3W, nadograđena je s nosačima oružja, ali nema montiran 23 mm tGSz-23Ł top. Helikopter koristi Poljska kopnena vojska.
- W-3RR Procjon - služi radio-elektroničkom izviđanju. Oznaka RR (polj. Rozpoznanie Radioelektroniczne) označava radio-elektroničko prepoznavanje.
- W-3PL Głuszec - Głuszec na poljskom jeziku znači "tetrijeb". Riječ je o nadograđenom PZL W-3 helikopteru, kako bi Poljska vojska mogla koristiti naoružanu inačicu, zajedno s kriterijima i standardima 21. stoljeća, uključujući napredne elektroničke sustave (u inačicama sa staklenim kokpitom) i druge promjene poput, FADEC opremljenih motora ili FLIR. Prvi prototip (serijska oznaka 360901) testiran je 2009. godine. Početkom 2010. četiri helikoptera (uključujući i prototip) u fazi su testiranja i evaluacije.

### Civilne inačice
- W-3 Sokół - civilna višenamjenska inačica.
- W-3A Sokół - inačica s [Certifikat|certifikatom] FAR-29.
- W-3AS Sokół - nadograđena inačica modela W-3A Sokół.
- W-3A2 Sokół - inačica s dva Smith SN 350 autopilota.
- W-3AM Sokół - civilna inačica.

### Prototip letjelice i prijedlozi
- W-3B Jastrząb - naoružana inačica s dvosjed kabinom (poput AH-1 Cobra helikoptera) i navodećim AT raketama.
- W-3K Huzar - naoružana inačica s navodećim AT raketama. Tvrtka Kentron Company izvela je na ovom prototipu modifikacije te ga testirala u Južnoj Africi početkom 1990-ih. Neki elementi ove inačice korišteni su u modelima W-3W/W-3WA.
- W-3L Sokół Long - produžena inačica s 14 sjedećih mjesta.
- W-3MS Sokół - produžena gunship inačica.
- W-3U Salamandra - naoružana inačica s avionikom i naoružanjem preuzetim od sovjetskog Mi-24W.
- W-3U-1 Aligator - prijedlog o protu-podmorničkoj inačici.
- W-3WB Huzar - prijedlog o naoružanoj inačici s navodećim AT raketama.
- W-3WS Sokół - prijedlog o gunship inačici.

## Korisnici

### Vojni korisnici
- Alžir: alžirske zračne snage koriste osam helikoptera za potrebe obuke pilota.
- Češka: češke zračne snage korisnici su 11 W-3A helikoptera, koje Češka nije kupila nego su u dogovoru s Poljskom zamijenjeni za 10 čeških MiG-29 lovaca.
- Filipini: filipinske zračne snage naručile su 8 helikoptera čija bi funkcija trebala biti borbeno djelovanje. Njihova isporuka očekuje se 2010.[2] Cijena cijelog posla iznosi 3 mlrd. pesosa (67,65 mil. USD).[3]
- Mijanmar: mijanmarskim zračnim snagama dostavljeno je 13 helikoptera - 12 W-3 i jedan W-3UT.
- Poljska: u Poljskoj su sljedeće jedinice njihove vojske korisnici PZL W-3 Sokół helikoptera:

- - Poljske zračne snage
    - 36. Specjalny Pułk Lotnictwa Transportowego

- - Poljsko zrakoplovstvo kopnene vojske
    - 47. Szkolny Pułk Śmigłowców
    - 66. Dywizjon Lotniczy
    - 3. Eskadra Lotnictwa Transportowo-Łącznikowego
    - Samodzielna Grupa Powietrzno-Szturmowa - djeluje u Iraku
    - GROM - specijalna jedinica koja koristi jedan W-3SP (serijski 390510) helikopter

- - Poljska ratna mornarica
    - 1. Dywizjon Lotnictwa Marynarki Wojennej
    - 28. Eskadra Lotnictwa Marynarki Wojennej
    - 29. Eskadra Lotnictwa Marynarki Wojennej

- Vijetnam: vijetnamskim narodnim zračnim snagama isporučeno je osam helikoptera - četiri W-3S i četiri W-3RM.

### Policijski i drugi korisnici
- Indonezija: indonežanska policija korisnik je PZL W-3 Sokół helikoptera.
- Južna Koreja: vatrogasna postrojba grada Daegu koristi W-3A (serijski 370802) helikopter. Vatrogasna postrojba grada Choong koristi W-3AM (serijski 370814) helikopter.

- Njemačka: njemačka policija kupila je dva W-3A (serijski 370503 i 370708) helikoptera. Helikopteri su registrirani pod oznakama D-HSNA i D-HSNB.
- Poljska: u Poljskoj PZL W-3 Sokół helikoptere koristi policija i granična služba.
- Ras al-Khaimah: policija emirata Ras al-Khaimah koristi jedan W-3A (serijski 370515) helikopter.

### Civilni korisnici
- Italija: tvrtka Eliwork kupila je jedan W-3AM (serijski 370705, I-SOKL) i jedan W-3AS (serijski 310314, I-SOKO) helikopter.
- Južna Koreja: tvrtka Helikorea kupila je jedan W-3A (serijski 370509), a tvrtka Citi Air također jedan W-3AM (serijski 370514) helikopter.
- Južnoafrička Republika: južnoafrički proizvođač Denel Aviation koristi jedan W-3K helikopter koji je registriran kao ZU-AGU.
- Nigerija: tvrtka Okada Air kupila je jedan helikopter W-3 (serijski 310413) koji je registriran kao 5N-UYI.
- Poljska: u Poljskoj, PZL W-3 Sokół helikoptere koriste sljedeće tvrtke:
  - Heliseco
  - Lotnicze Górskie Pogotowie Ratunkowe - isporučen je jedan W-3RL (serijski 370502) helikopter.
  - Petrobaltic Gdańsk - kupio je jedan W-3RM (serijski 390513) helikopter.
  - PZL Świdnik - poljski proizvođač posjeduje nekoliko helikoptera za potrebe testiranja.
  - Tatrzańskie Ochotnicze Pogotowie Ratunkowe posjeduje W-3A (serijski 370507) helikopter.
- Portugal: tvrtka Helibravo koristi jedan W-3AM helikopter koji je registriran kao CS-HFA.
- Rusija: PANH Company kupila je jedan W-3 (serijski 310801) helikopter.
- Španjolska: tvrtka Helibravo kupila je po jedan W-3A2 (serijski 370508) i W-3AM (serijski 370705). Tvrtka Hispanica de Aviacion kupila je 9 helikoptera - pet W-3AS, tri W-3AM i jedan W-3A.
- Vijetnam: T.C.T. Bay Dich Vu Vietnam kupio je jedan W-3AM (serijski 370804) helikopter.

### Bivši korisnici
- Irak: Iraku su 2006. dostavljena dva W-3A (serijski 370912 i 370914) helikoptera, no ugovor je poništen i oba helikoptera su vraćeni u tvornicu PZL Świdnik.
- Sovjetski Savez: sovjetski Aeroflot je koristio 20 poljskih helikoptera, koji su raspadom države transferirani u tvrtku Heliseco.

## Tehničke karakteristike (PZL W-3A)
Osnovne karakteristike
- posada: 1 ili 2 (pilot ili pilot i inženjer leta)
- kapacitet: 12 putnika

  - SAR: 3 člana medicinskog osoblja i 8 spašenih osoba
  - Zračna ambulanta: 1 član medicinskog osoblja i 4 ranjenika
  - EMS: medicinsko osoblje i jedan ranjenik
  - Executive: 5 ili 6 putnika
- dužina: 14,21 m
- promjer rotora: 15,7 m (1,2 m stražnji rotor)
- visina: 5,14 m

Letne karakteristike
- najveća brzina: 260 km/h (161 mph)
- ekonomska brzina: 234 km/h (145 mph)
- dolet: 745 km (463 milja)
  - borbeni dolet: 1.290 km (696 milja)
- brzina penjanja: 10 m/s
- najveća visina leta: 5.100 m
- motor: 
2× WSKPZL Rzeszów PZL-10W motora
  - 2× WSKPZL Rzeszów PZL-10W

## Vanjske poveznice
- Web site proizvođača
- Lista svih W-3 helikoptera Poljskih zračnih snaga  Arhivirana inačica izvorne stranice od 12. listopada 2008. (Wayback Machine)
- Proizvodna lista PZL W-3 helikoptera  Arhivirana inačica izvorne stranice od 19. srpnja 2011. (Wayback Machine)
- Baza podataka o PZL W-3 helikopterima  Arhivirana inačica izvorne stranice od 30. ožujka 2009. (Wayback Machine)
- Povijest PZL W-3 helikoptera  Arhivirana inačica izvorne stranice od 21. kolovoza 2009. (Wayback Machine)
- Galerija slika PZL W-3 helikoptera
- Galerija slika PZL W-3 helikoptera  Arhivirana inačica izvorne stranice od 26. veljače 2009. (Wayback Machine)